# Santa Eugènia de Labejà
Santa Eugènia de Labejà fou l'església romànica del lloc de Labejà, en el terme rossellonès de Torrelles de la Salanca.
Estava situada a ponent del poble de Torrelles, a mig camí de Clairà.

## Història
Citada el 1173, quan Arnau de Solans i els seus fills venen a Ermengol de Vernet tot l'honor que posseeixen en els territoris de Sant Sébastià de Mudegons, de Santa Eugènia de Lebejà i de Sant Feliu de Sant Esteve de Pi per set-cents sous melgorians. Catafau l'associa amb una casa forta que hi hagué en aquest lloc, actualment anomenat el Vegueriu.